# Mercedes-Benz C-Клас
Mercedes-Benz C-Klasse (Comfortklasse — комфортний клас) — серія автомобілів Mercedes-Benz середнього розміру. Позначення C-клас було впроваджено в 1993 році у зв'язку з поділом внутрішньозаводської класифікації моделей, що випускаються на класи за габаритами. І хоча фактичним родоначальником цього класу стала модель 190, що дебютувала ще в 1982-му, першим справжнім представником C-Klasse стала модель 1993 року з заводським індексом Mercedes-Benz W202. На конвейрі в 2000 році його змінив W203, а в 2007-му W204.
У 1996 році С-клас розширився універсалом S202. У 2001 році його змінив S203, а у 2007 році S204. Також на базі С-класу були створені моделі купе CLK, ліфтбек CLC, і позашляховик GLK класів.
С-клас сходить з конвеєрів заводів в Зіндельфінгені і Бремені (Німеччина), а також в Іст-Лондоні (ПАР).

## Перше покоління (W202)
Перше покоління Mercedes-Benz C-Класу з кузовом W202 випускалось з 1993 по 2001 рік
Незважаючи на успіх 190-ї моделі за 11 років, до початку 1990-х автомобіль явно застарів і потрібна була заміна. Самою застарілою виявилася система класифікації моделей. Незважаючи на дев'ять різних обсягів двигунів, на всіх зберігався індекс «190», щоб відрізняти модель від дорожчих моделей бізнес-класу, позначається індексом починаючи з двохсот-W123 і W124. У 1993 році на зміну прийшла довгоочікувана заміна, яка вже іменує себе як «С-klasse».
Зовні C-клас виявився більшим за свого попередника, і пропонувався відразу в чотирьох лініях виконання починаючи від стандартного Classic, підтягнутий Esprit (що відрізнявся здвоєними вихлопними трубами), більш серйозний Sport (широкі шини, спортивні диски та салон) і розкішний Elegance (шкіряний салон і т. д.). У 1997 році машина отримує рестайлінг, головним моментом якого додавання до асортименту двигунів більш економічного чотирициліндрового форсованого М111, оснащеного компресором і дизельні OM611 CDI з системою Common-Rail.
У 1996 році з'явилася ще одна модель C-класу-універсал S202. На базі седана також були розроблені купе C208 і кабріолет А208 як частина CLK класу. AMG будучи з 1992 року офіційним тюнером представив цілих три моделі, перша в 93 році С36, але в 1997 році її замінила більш потужна C43 з мотором V8. Після покупки тюнера в 1999 році з'явилася також невелика серія C55.
202 модель повторила успіх попередника, і донині славиться своєю надійністю. Виробництво завершилося в 2000 році для седана і 2001 році для універсала. Всього було зібрано 1,87 мільйона автомобілів (869 704 автомобілів в Зіндельфінгені і 1 000 823 у Бремені).

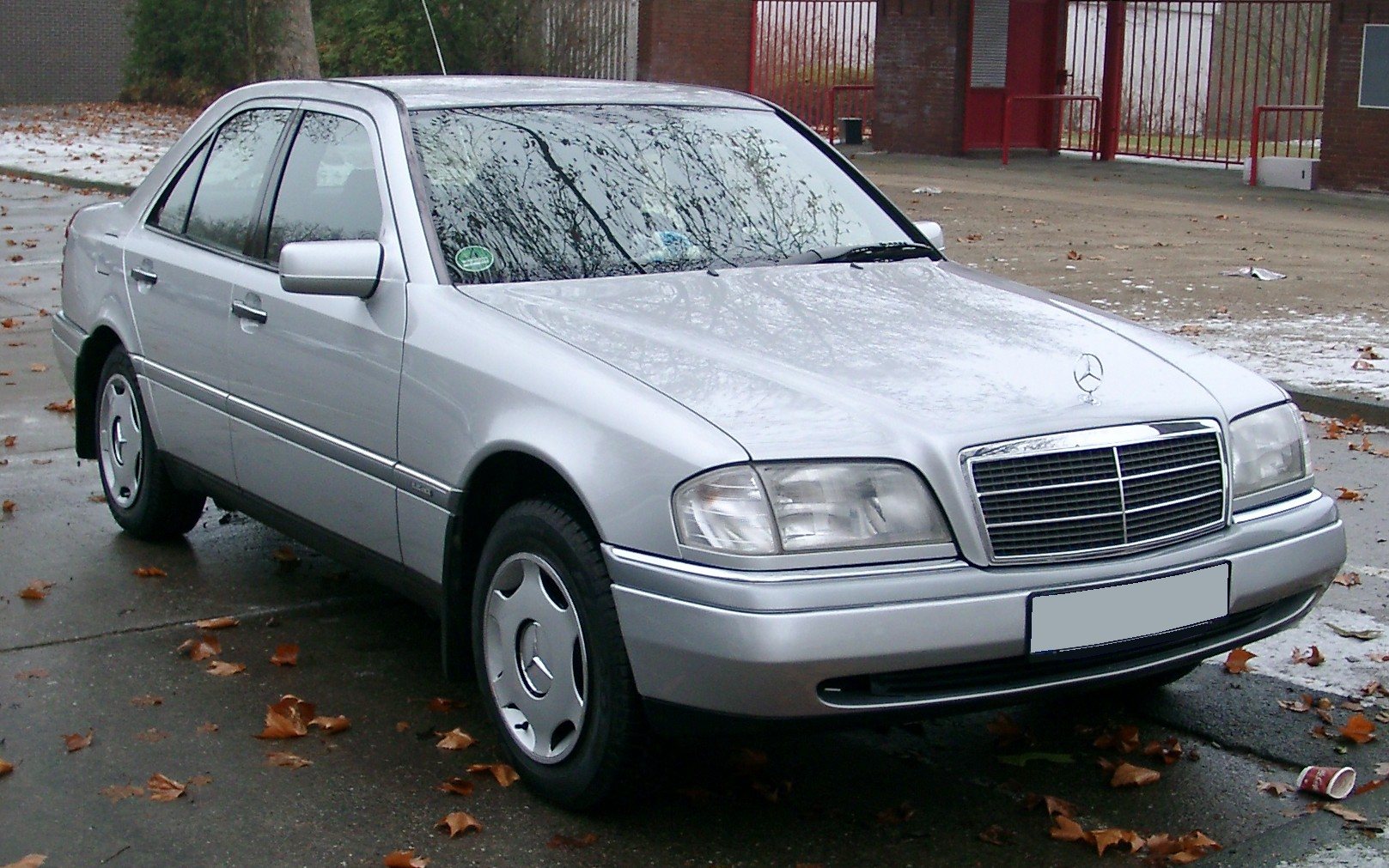
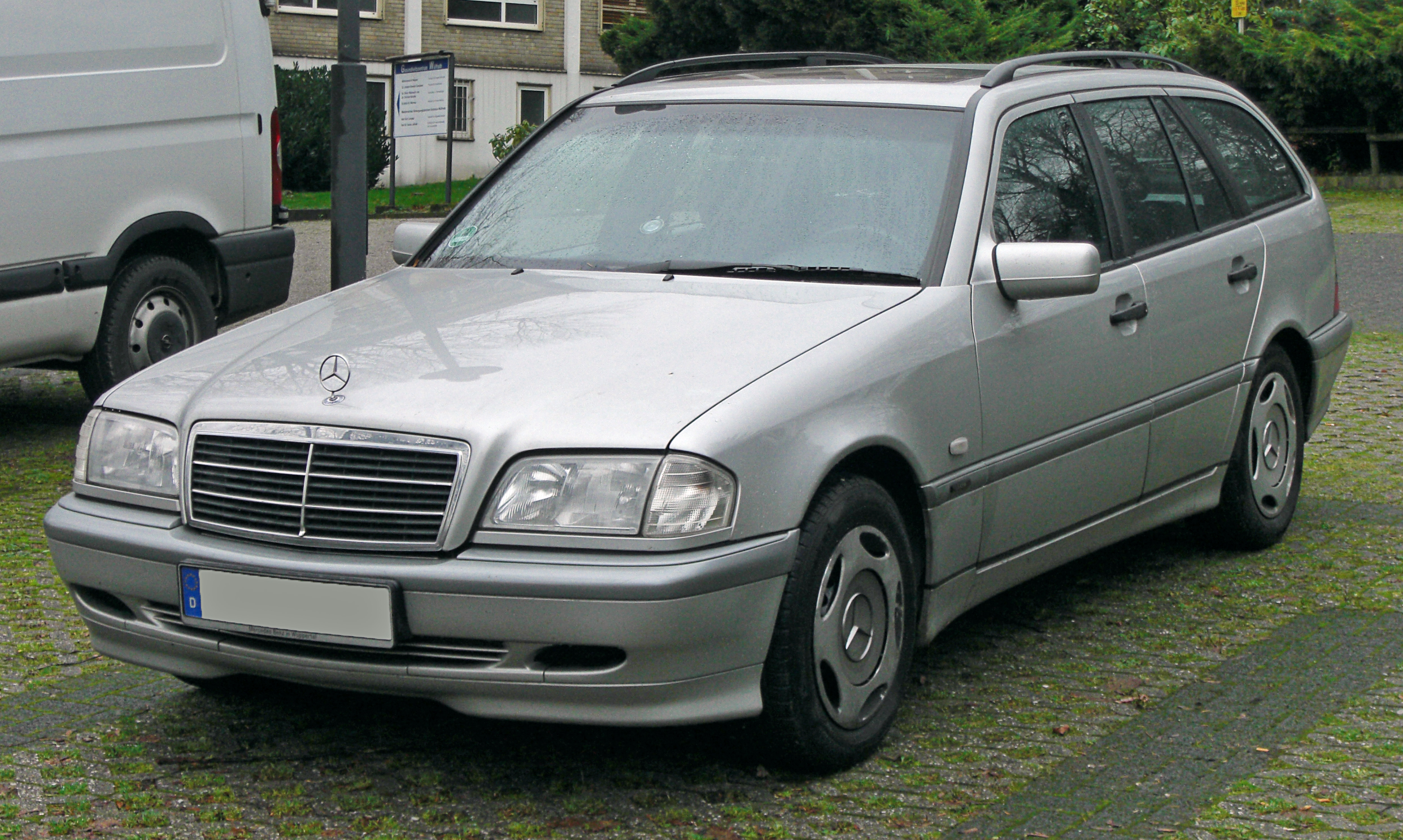
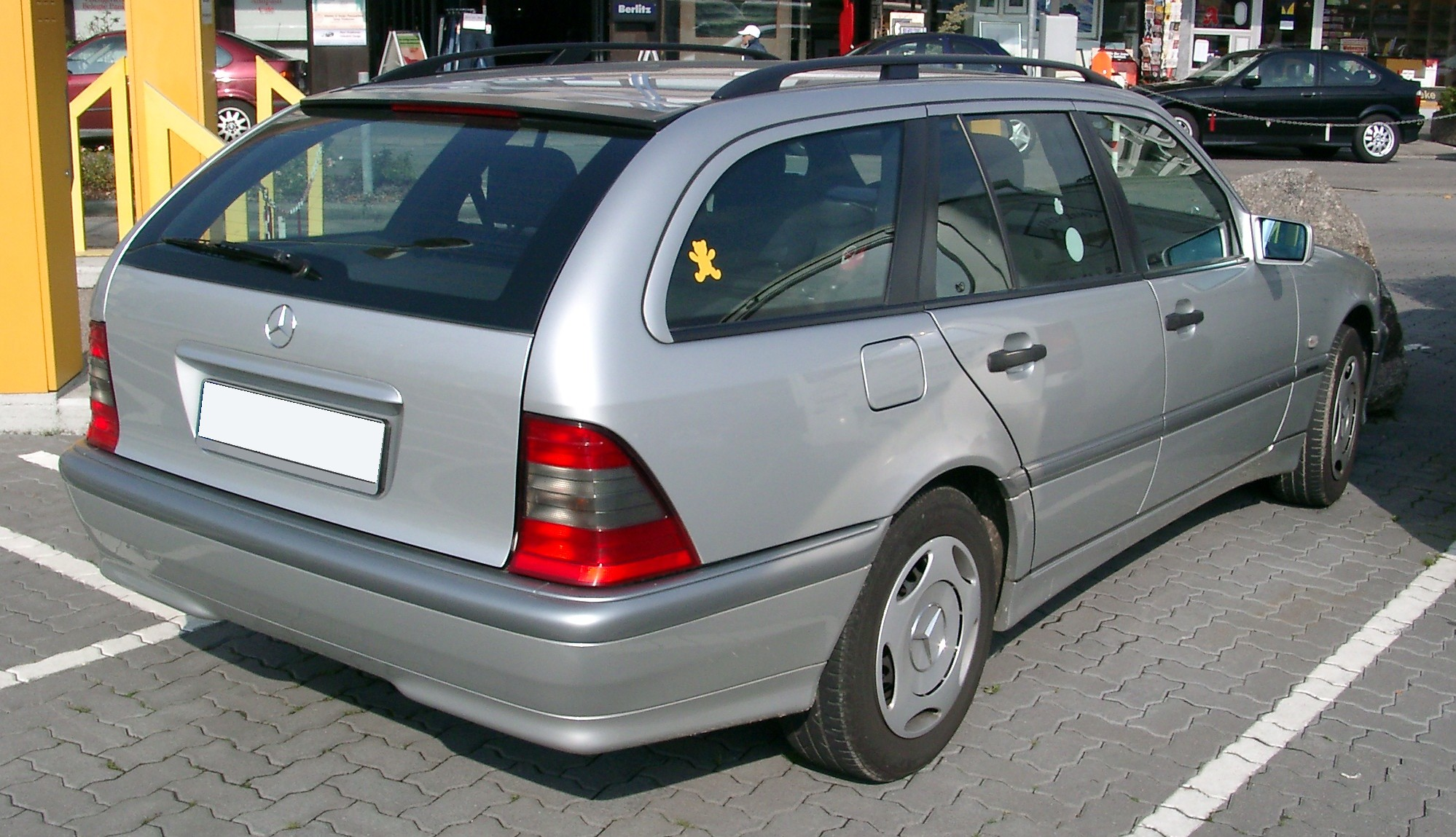
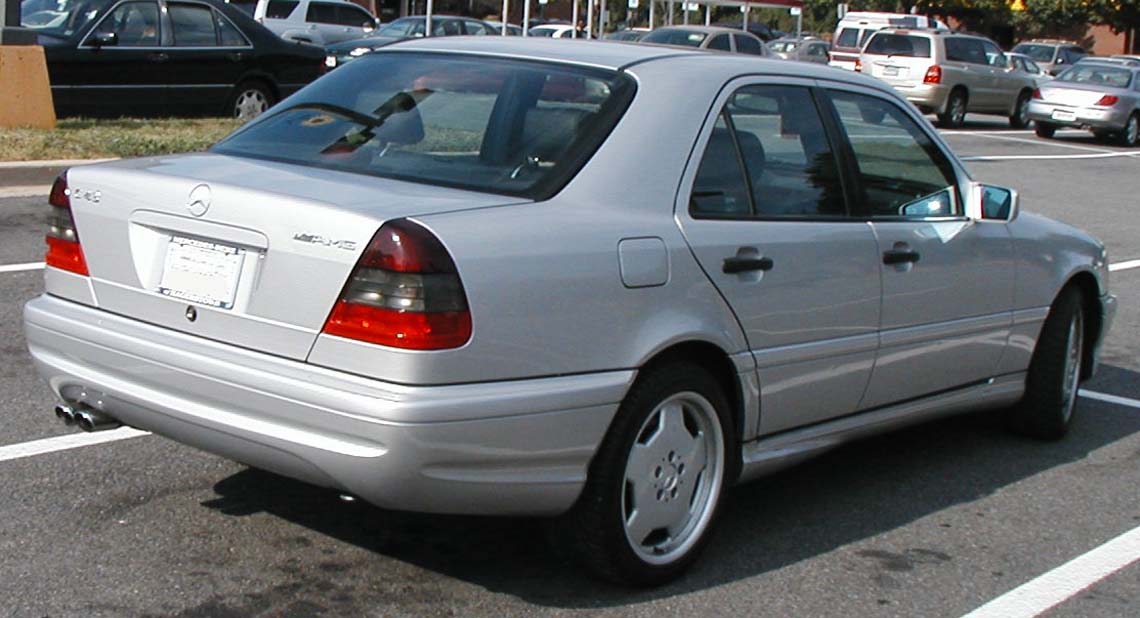
Mercedes-Benz C43 AMG

## Друге покоління (W203)
У березні 2000 року відбулася презентація другого покоління C-класу (кузов W203). Зовні автомобіль був схожий на S-клас W220, з таким же округленим кузовом, а всередині більш просторим салоном з більш ергономічною компоновкою.
Як і його попередник автомобіль мав кілька ліній виконання — стандартну Classic, розкішну Elegance і спортивну Avantgarde. Автомобіль славився своєю економічністю, значну частину парку випущених машин становила дизельна версія CDI, також на W203 Мерседес вперше використовував технологію Common Rail для бензинових моторів (CGI).
У 2001 році з'явився універсал S203 і одночасно трьохдверний ліфтбек CL203 Sportcoupe. Флагманські моделі AMG споконвічно складали С32 (V6), але в 2003 році, як експеримент, тюнер представив першу (і поки єдину) дизельну модель C30 CDI (I5) але в 2005 році був знятий з виробництва. У 2004 році С32 був замінений на більш потужний С55 (V8).
Виробництво седана і універсала завершилося в 2007 році, а ліфтбек у 2008-му отримав серйозне оновлення і був виділений у свій Mercedes-Benz CLC-Клас.

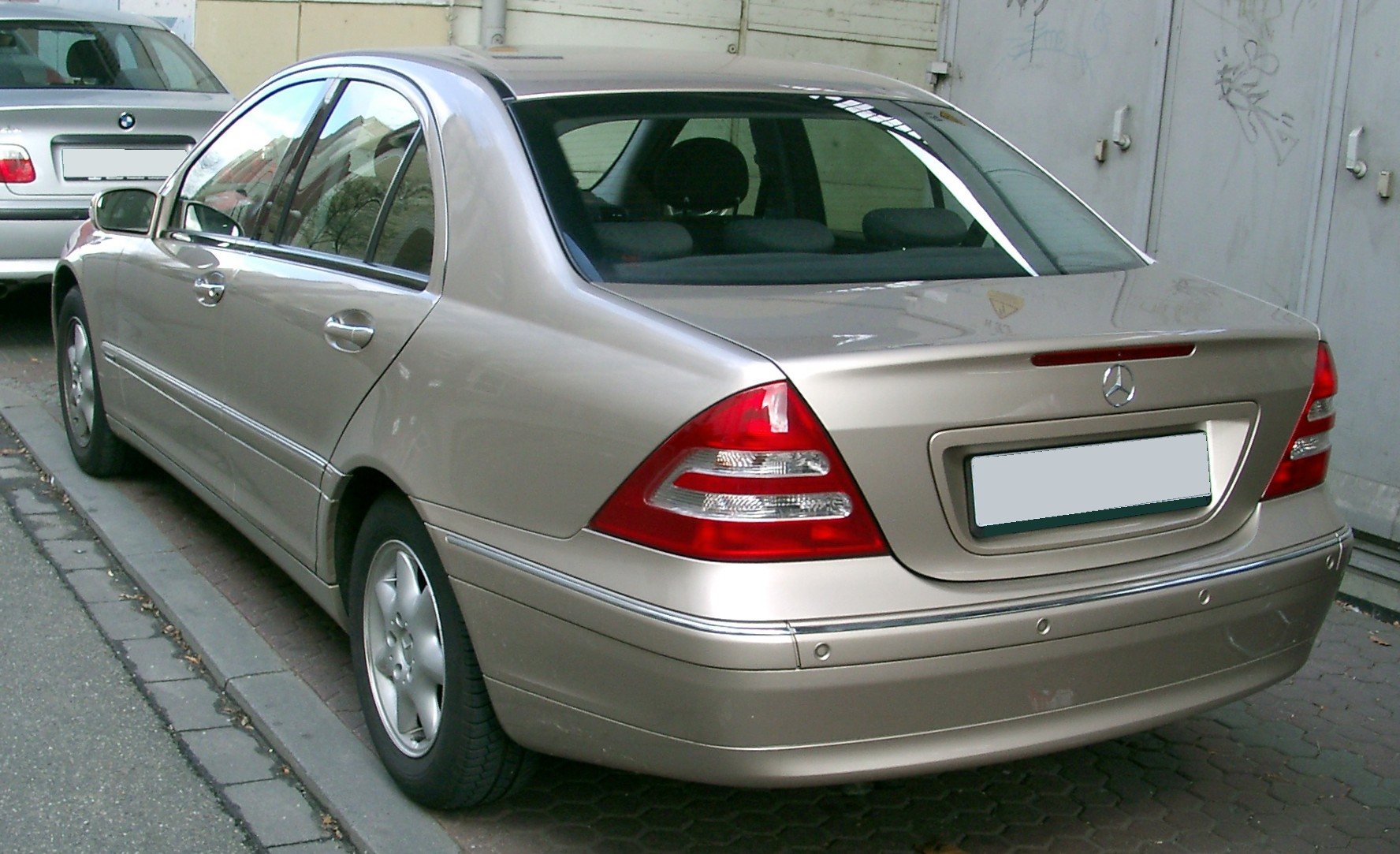
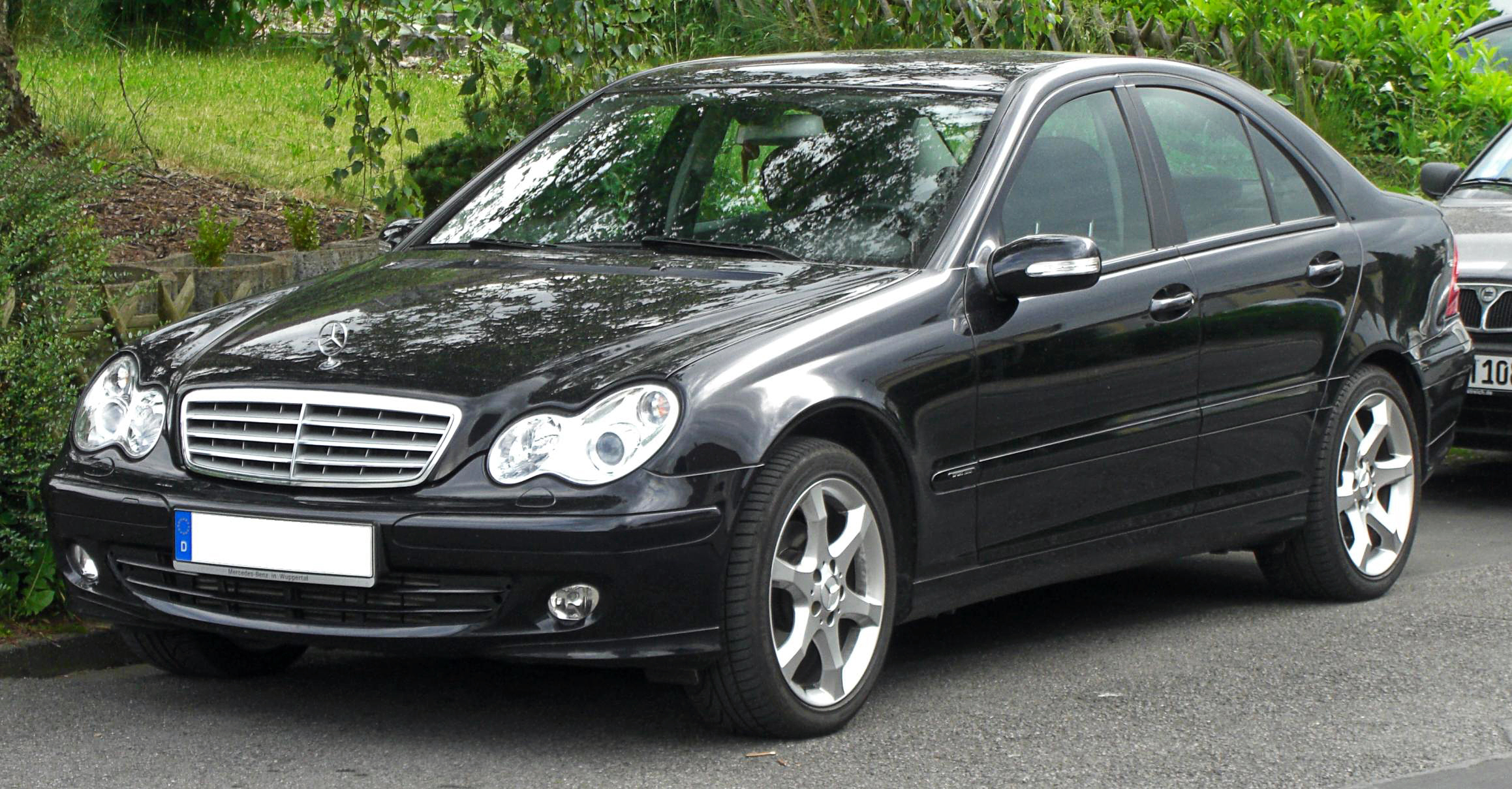
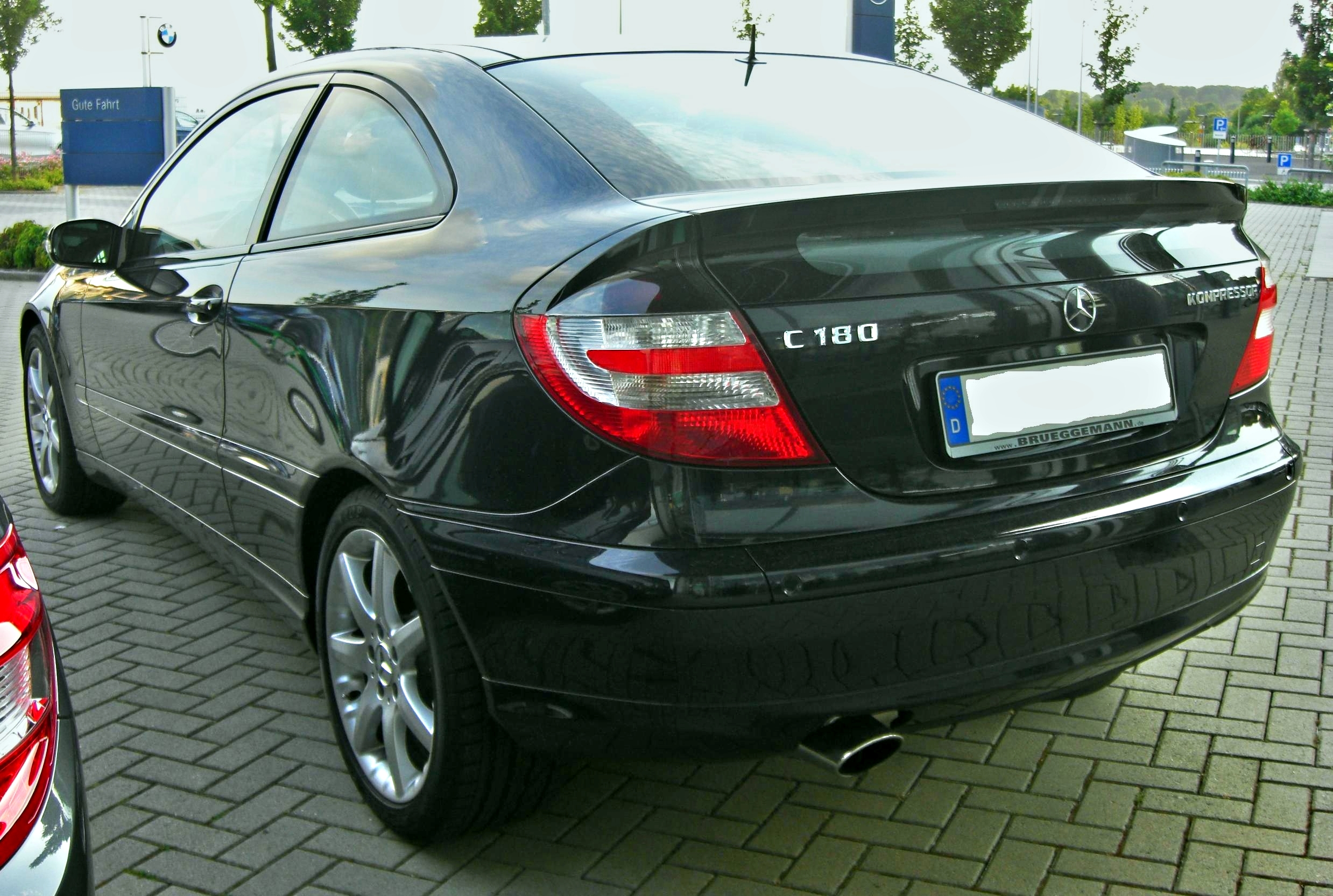
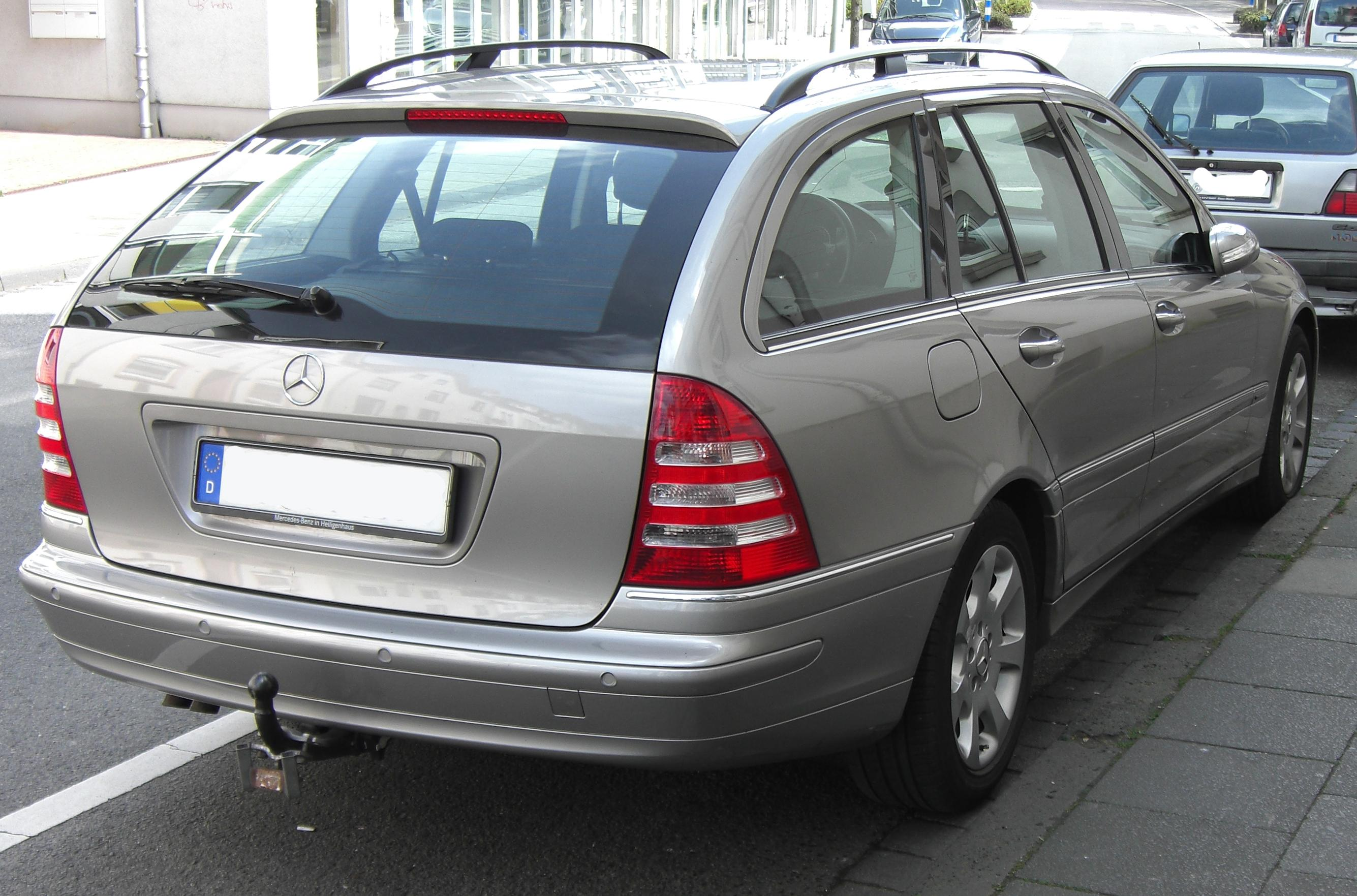

## Третє покоління (W204)
У 2007 році з'явилося третє покоління C-класу (заводський індекс W204). Уже за традицією, стайлінг автомобіля запозичений у S-класу, в даному випадку модель W221. Також випускається в трьох лініях виконання. Але якщо для W202 і W203, лінії виконання були косметичними, то для 204-го різниця між ними стала більшою. На версії Sport, трьох-променева зірка переміщена з капота на ґрати радіатора. Також С-класу в даному кузові доступний і в версії BlueEfficiency, самої економічної серед всіх інших. 
У 2011 році представлене купе С-класу.

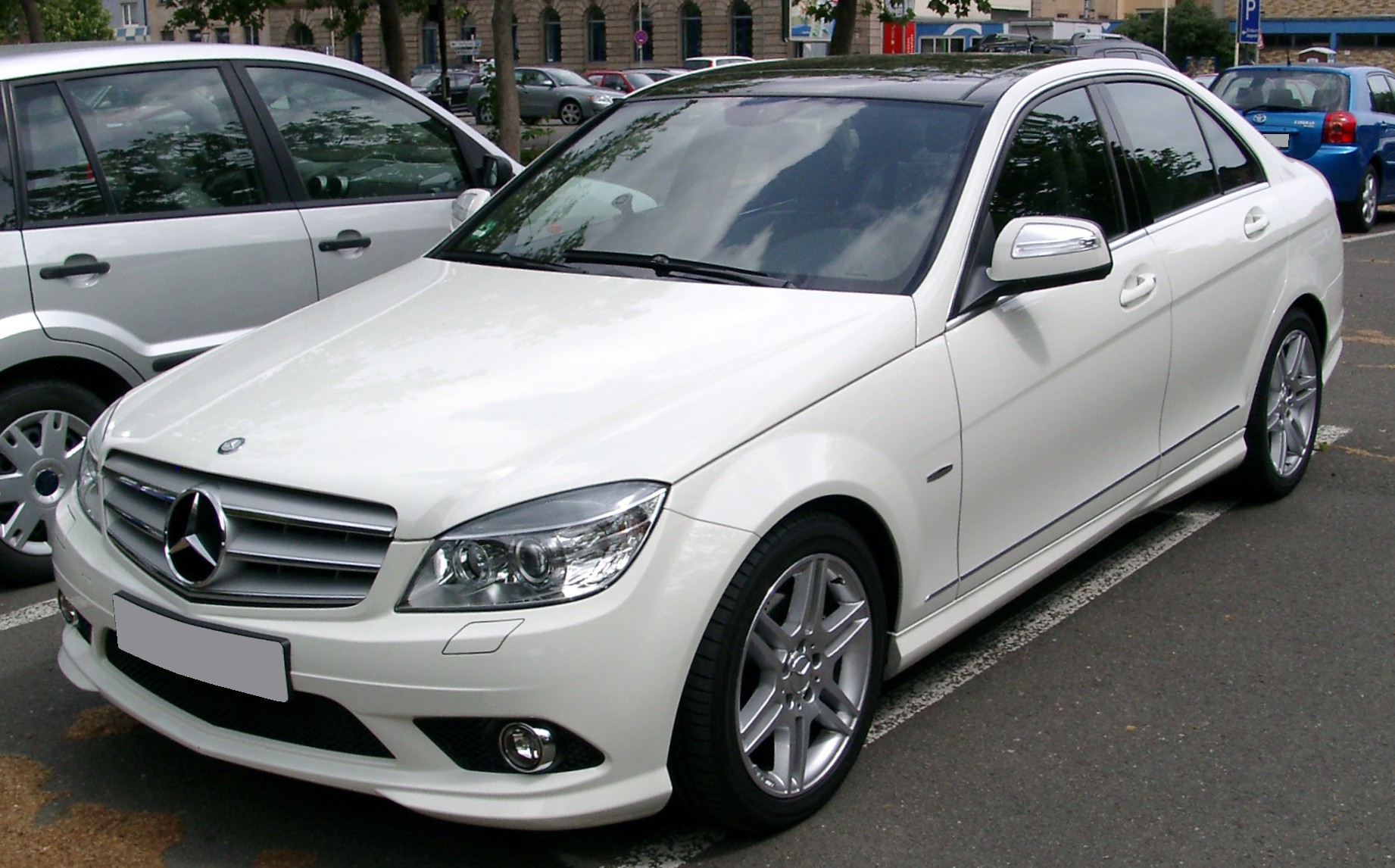
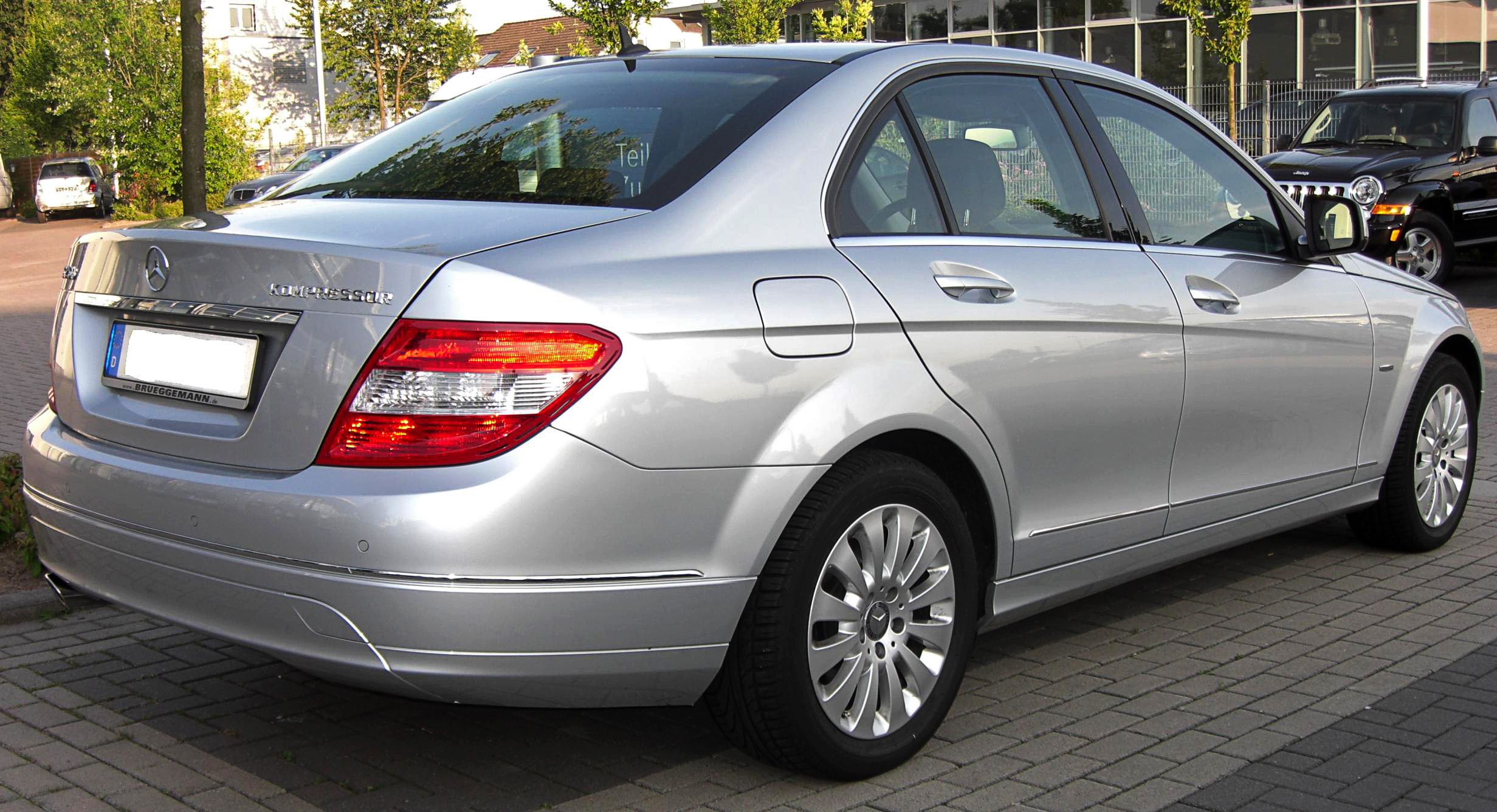
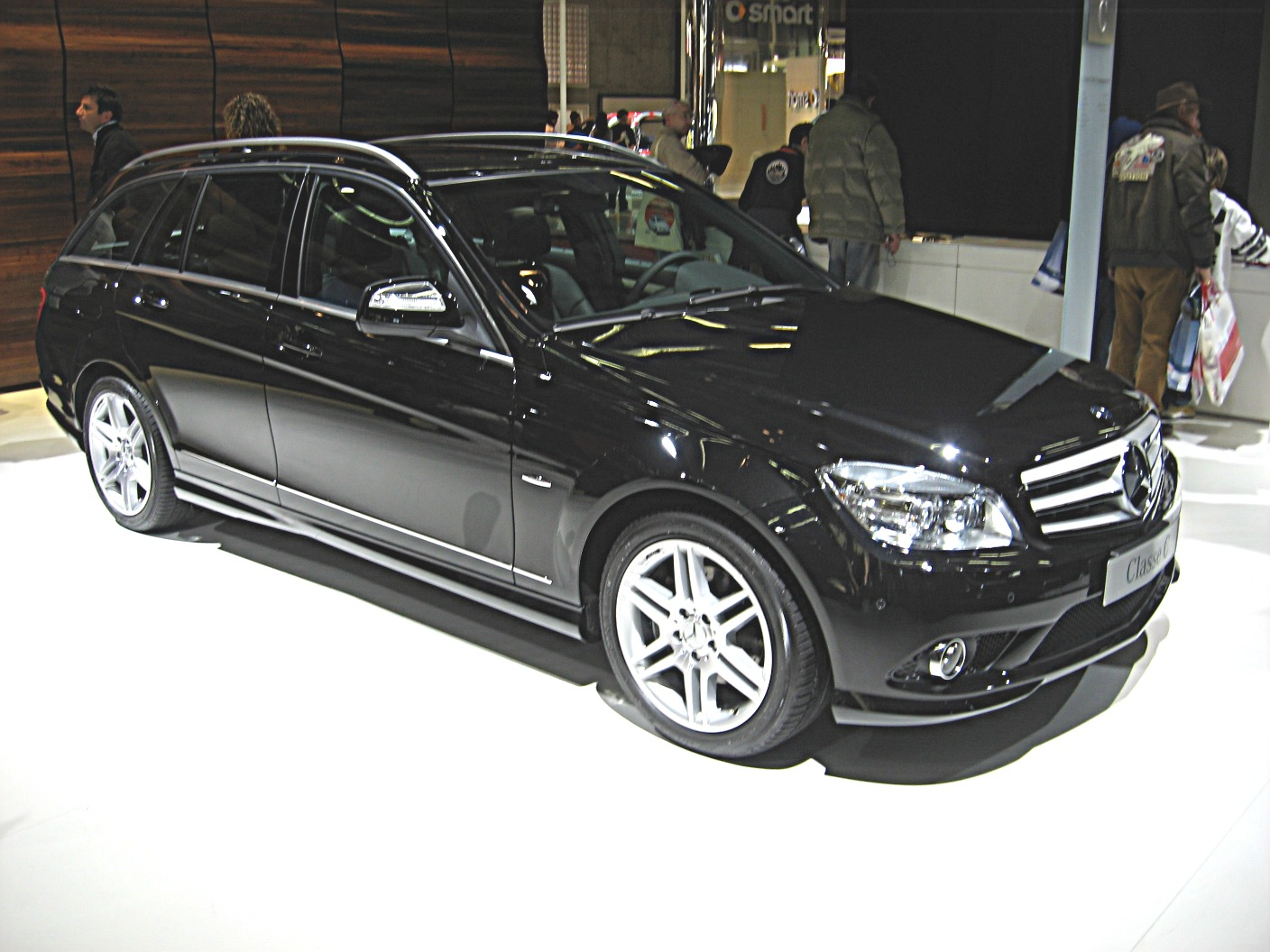
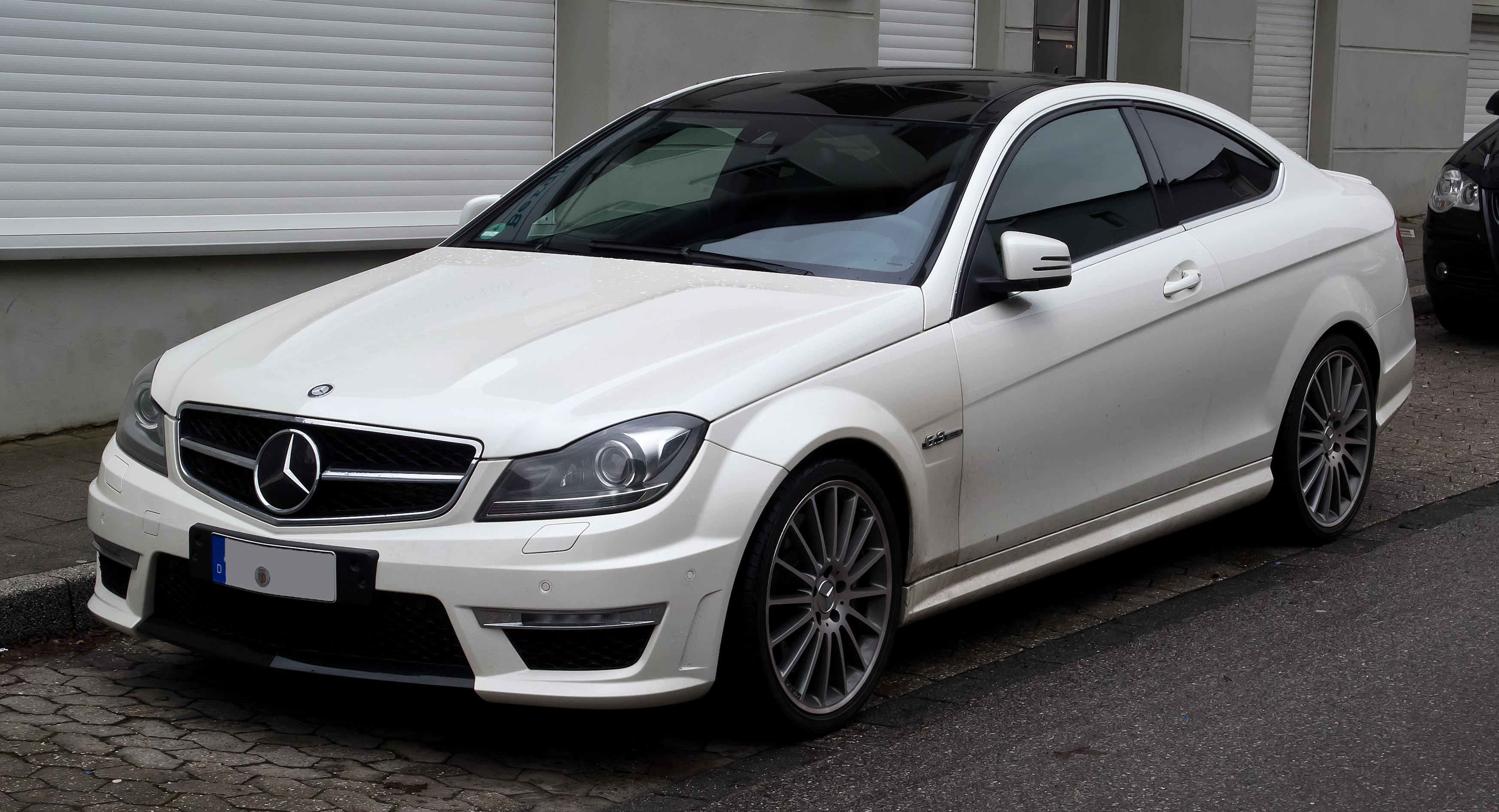
Mercedes-Benz C 63 AMG Coupé

## Четверте покоління (W205)
Четверте покоління Mercedes-Benz C-класу із заводським індексом W205 з кузовом седан дебютувало на початку 2014 році на автосалоні в Детройті. Наприкінці 2014 року дебютувала версія універсал. Наприкінці 2015 року представили версію купе. Версія кабріолет дебютувала у 2016 році.
Автомобіль збудований на платформі MRA (тій, що і в S-класу). Довжина автомобіля становить 4686 мм, колісна база становить 2840 мм, об'єм багажника становить 480 л. Версія купе має 300 л вантажного простору, кабріолет - 250 л. Автомобіль отримає версію з пневмопідвіскою.
Модельний ряд 2016 року було поповнено акумуляторним гібридом C350e, дизельним C300d та спортивною версією C450 AMG Sport, яка замінила C400.

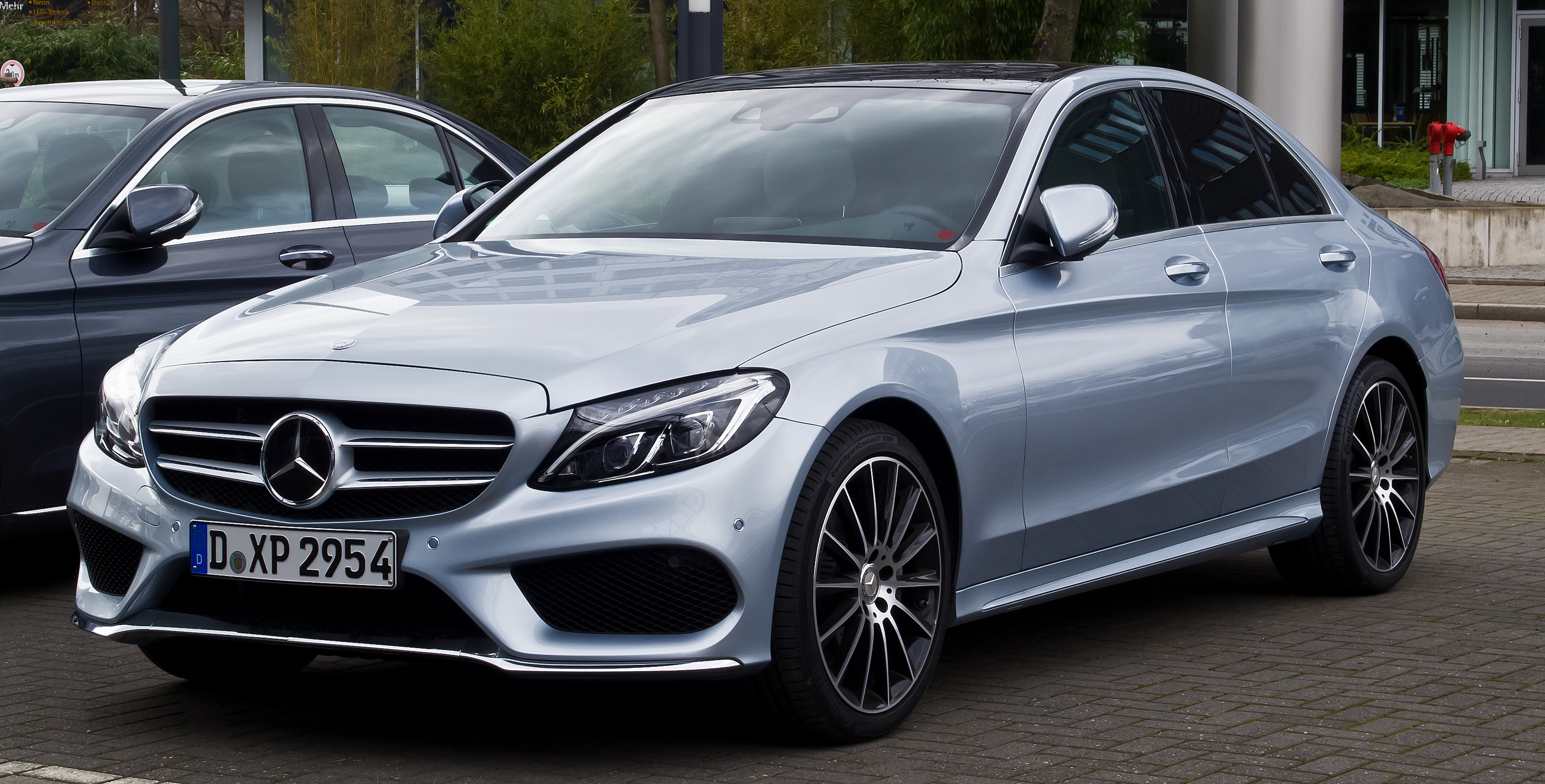
Mercedes-Benz C 220 BlueTEC AMG Line (W 205)
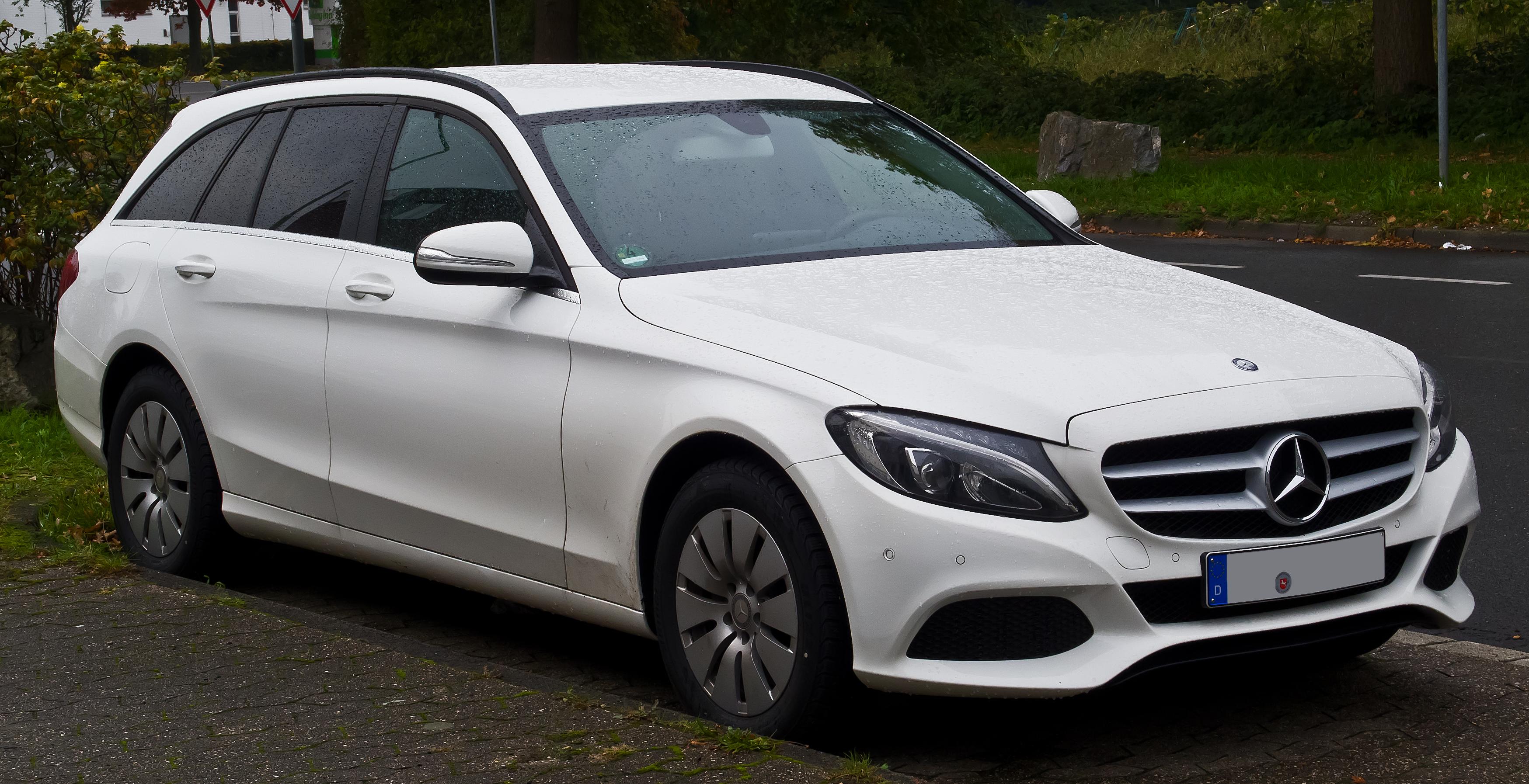
Mercedes-Benz C 200d T (S 205)
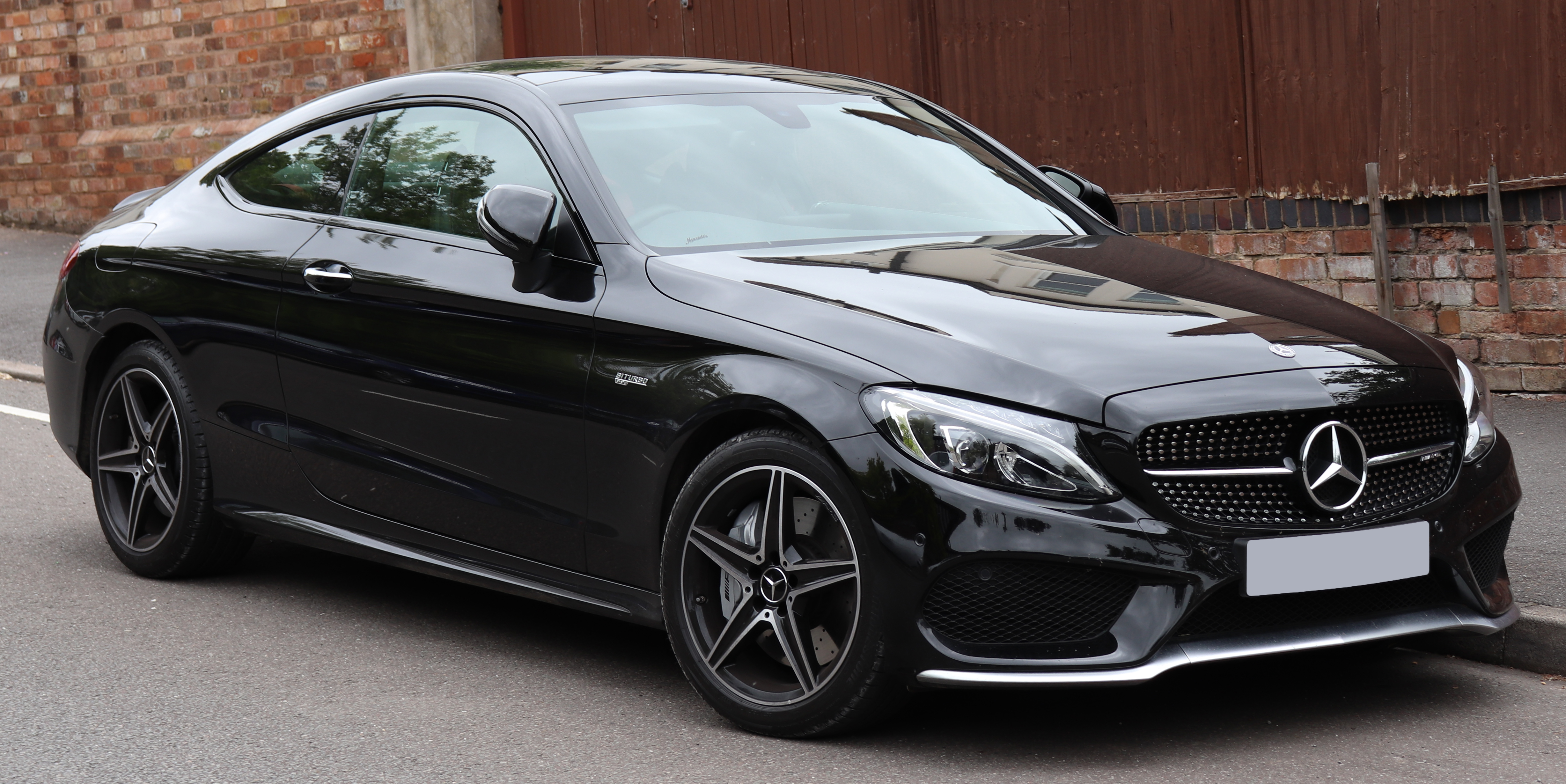
Mercedes-AMG C 43 Premium 4MATIC (C 205)
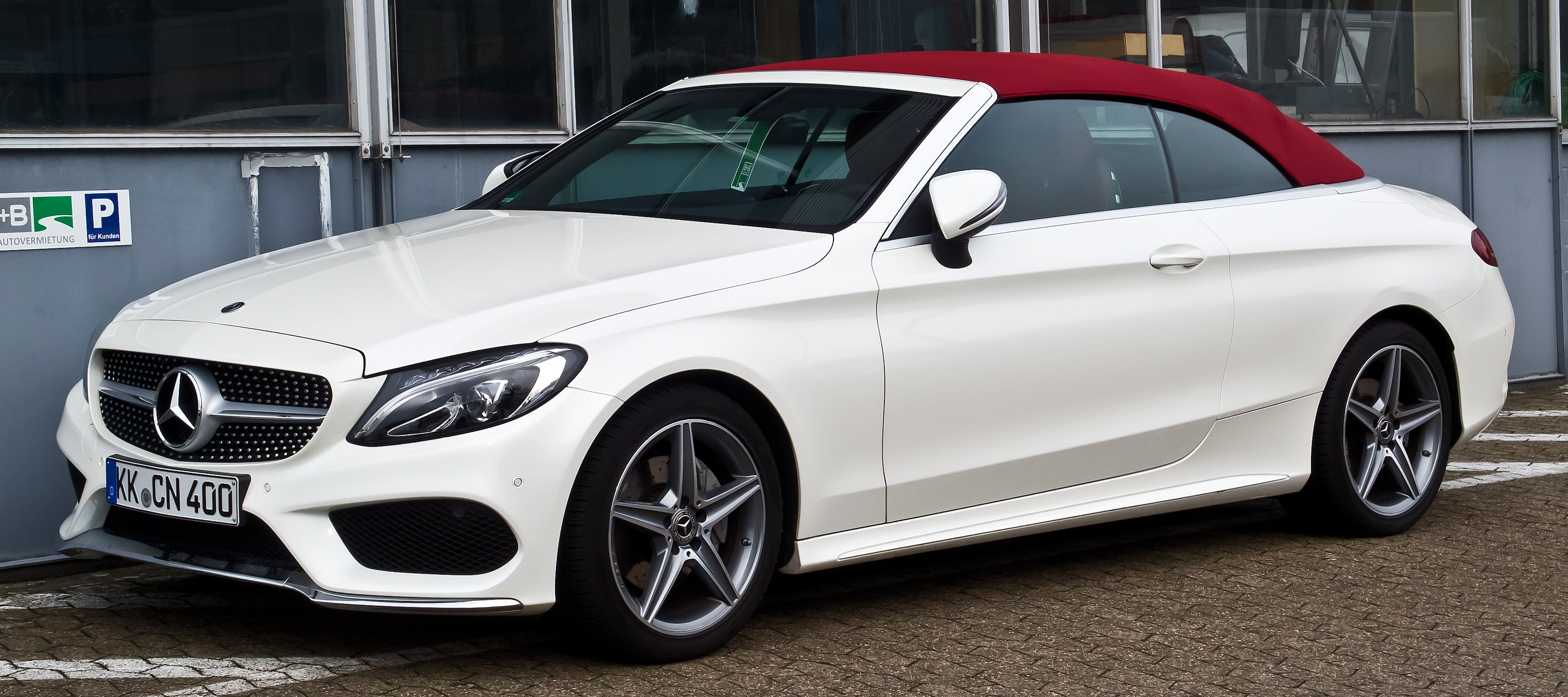
Mercedes-Benz C 250 Cabriolet (A 205)

## П'яте покоління (W206)
П'яте покоління Mercedes-Benz C-класу з заводським індексом W206 з кузовом седан дебютувало 23 лютого 2021 році в мережі інтернет.
Автомобіль збудований на платформі MRA ІІ (тій, що і в нового S-класу).

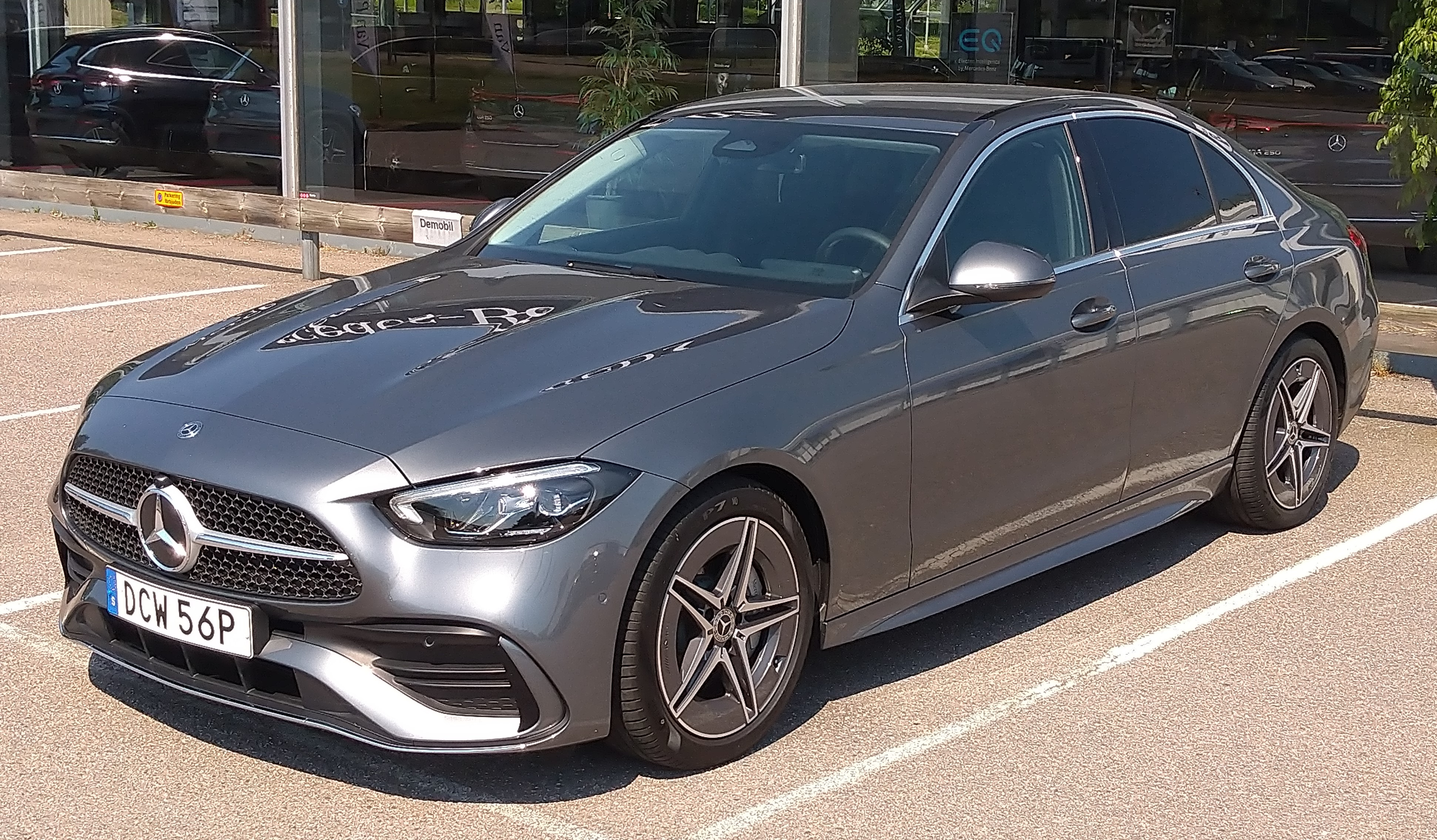
Mercedes-Benz C 220d (W 206)
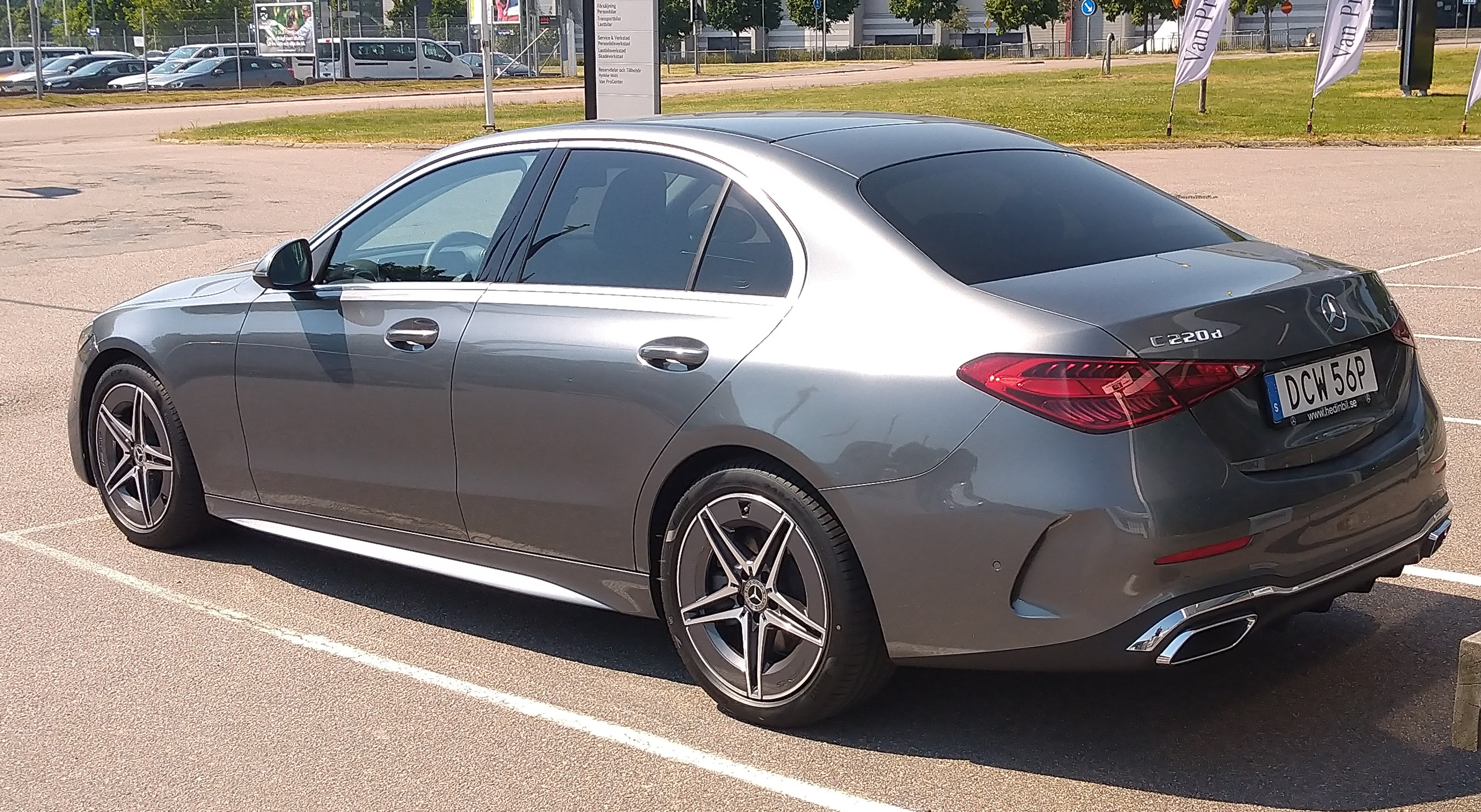
Mercedes-Benz C 220d (W 206)
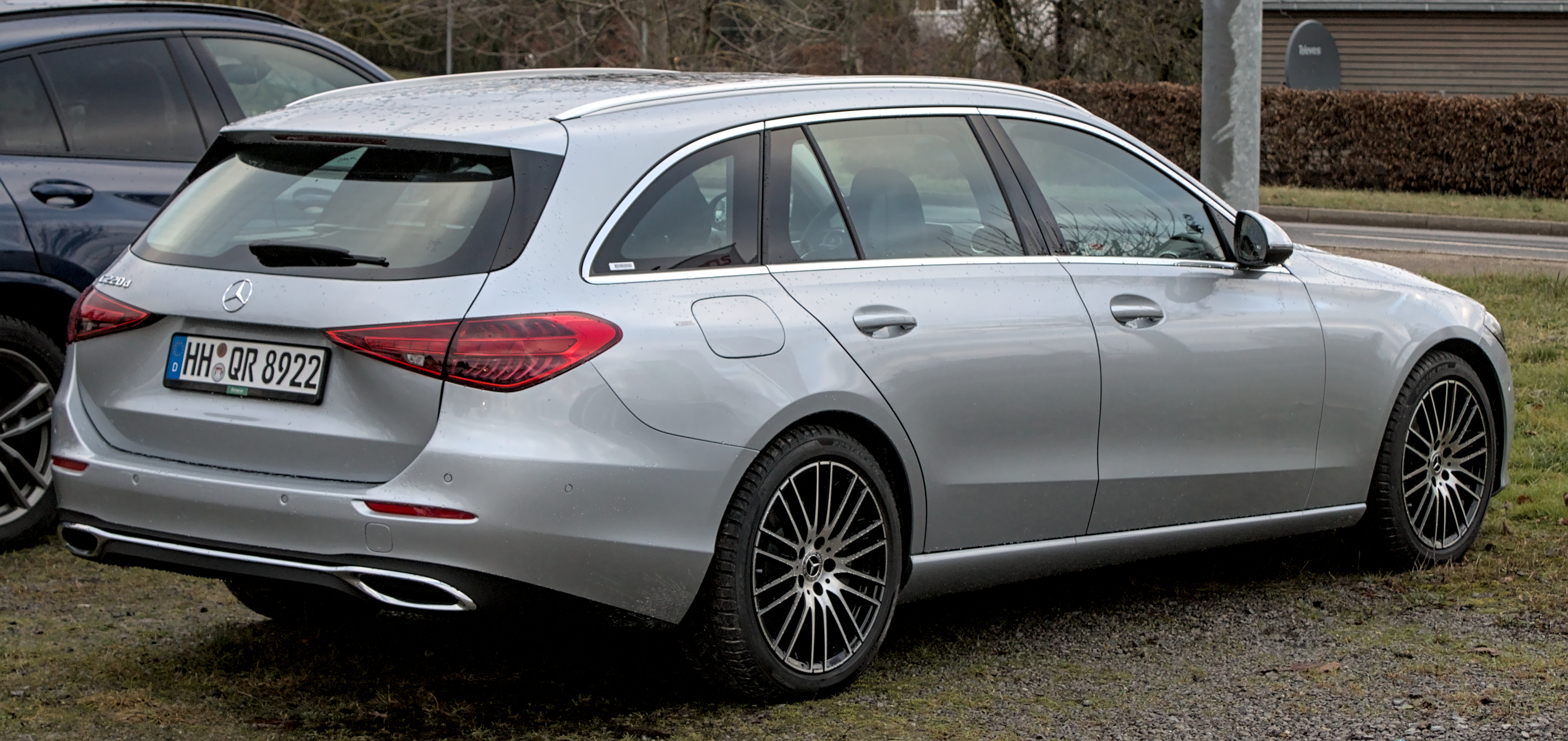
Mercedes-Benz C 200d T (S 206)

## Виробництво і продаж
| Календарний рік | Виробництво (седан/універсал) | Продажі в США | Ппродажі в Китаї |
| --------------- | ----------------------------- | ------------- | ---------------- |
| 2001            |                               | 51,210        |                  |
| 2002            |                               | 64,025        |                  |
| 2003            |                               | 65,982        |                  |
| 2004            |                               | 69,251        |                  |
| 2005            |                               | 60,658        |                  |
| 2006            |                               | 50,187        |                  |
| 2007            |                               | 63,701        |                  |
| 2008            |                               | 72,471        |                  |
| 2009            |                               | 52,427        | 16,000           |
| 2010            | 313,500 (250,600 / 62,900)    | 58,785        | 27,220           |
| 2011            |                               | 69,314        |                  |
| 2012            | 413,193 (-/-/48,145)          | 81,697        |                  |
| 2013            |                               | 88,251        |                  |